# Lonicera hispidula
Lonicera hispidula es una especie de planta de flores perteneciente a la familia Caprifoliaceae es una madreselva conocida como madreselva rosa crece en las zonas bajas de los bosques y matorrales que se encuentran en la costa oeste de los Estados Unidos.

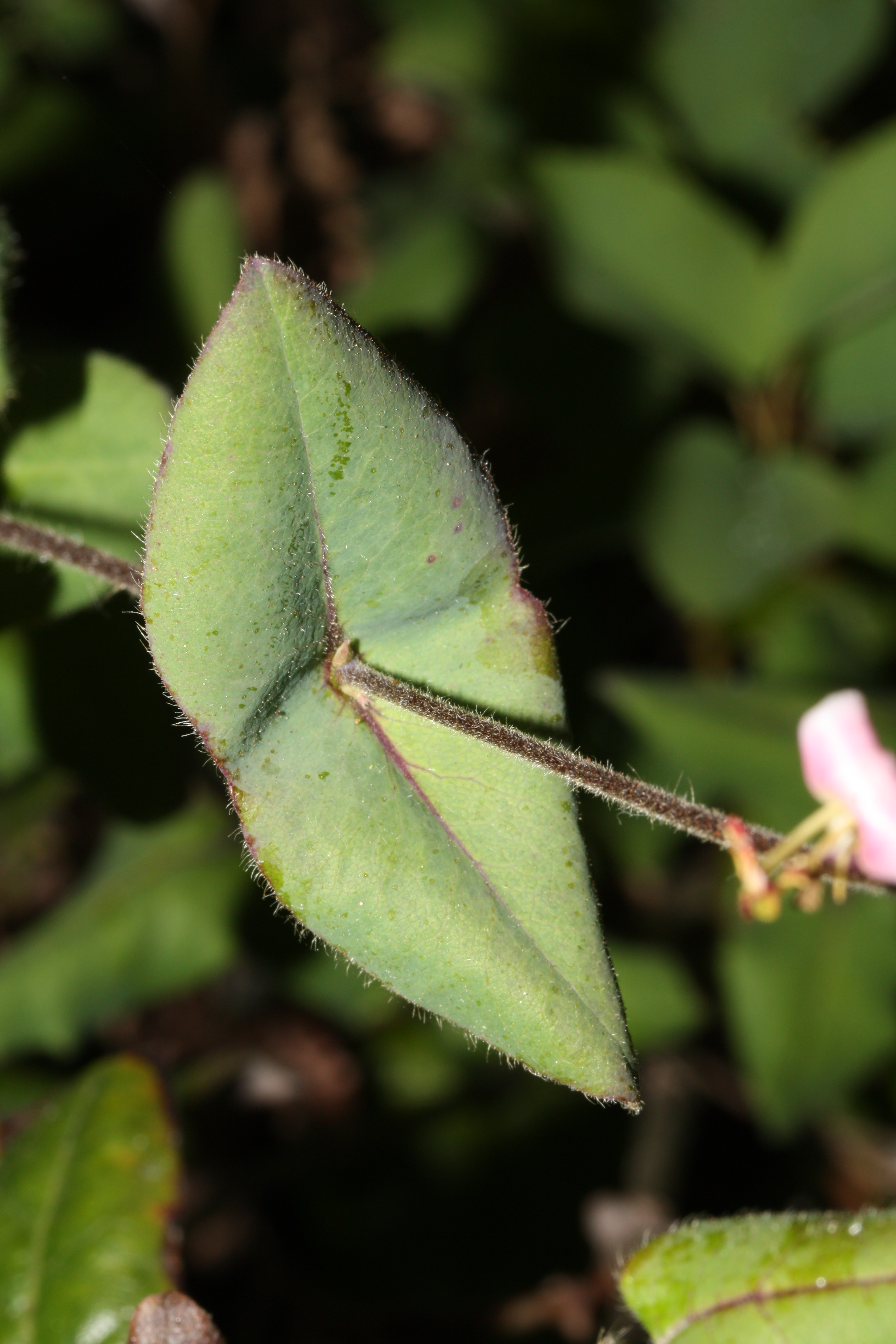
Detalle de las hojas, soldadas y peludas

## Características
Es una trepadora cuyas hojas crecen opuestas en los tallos y las últimas se sueldan en sus bases alrededor del tallo. Al final de los tallos crecen grupos de atractivas flores rosas. Tienen unos frutos esféricos de color rojos que son comestibles pero amargos. Los tallos se utilizan para hacer pipas para fumar. La planta es muy resistente a la sequía por lo que se utiliza como planta ornamental en las regiones áridas de California. Las flores atraen a los colibrís y otros pájaros comen su fruto.
Hay dos subespecies, L. h. hispidula and L. h. vacillans.

## Taxonomía
Lonicera hispidula fue descrita por (Lindl.) Dougl. ex Torr. & Gray  y publicado en A Flora of North America: containing. .. 2(1): 8. 1841.
Etimología
El término madreselva se ha usado durante mucho tiempo para designar a las especies integrantes del género Lonicera, aunque este apelativo se aplicó primeramente para designar a la especie Lonicera caprifolium  L., planta sarmentosa que se encuentra en los bosques europeos.
El término Lonicera fue usado por primera vez por Linneo en el 1753 adaptando al latín el apellido "Lonitzer", en honor del botánico Lonitzer (1528-1586), médico que ejerció en Fráncfort.
hispidula: epíteto latino que significa "finamente peluda".
Sinonimia
- Caprifolium hispidulum Douglas ex Lindl.
- Caprifolium subspicatum Greene[4]